# پاتریک شولته
پاتریک شولته (انگلیسی: Patrick Schulte؛ زادهٔ ۱۳ مارس ۲۰۰۱) بازیکن فوتبال اهل ایالات متحده آمریکا است.
از باشگاه‌هایی که در آن بازی کرده است می‌توان به باشگاه فوتبال کلمبوس کرو اشاره کرد.
وی همچنین در تیم‌های ملی فوتبال زیر ۲۰ سال، زیر ۲۳ سال و بزرگسالان ایالات متحده آمریکا بازی کرده است.